# 尊属殺
尊属殺（そんぞくさつ、英: parricide）は、祖父母・両親・おじ・おばなど、親等上 父母と同列以上にある血族（尊属）を殺害すること。

## 尊属殺に関する法制度
近親殺のうち尊属が客体となる場合を尊属殺、卑属が客体となる場合を卑属殺というが、親子間の殺人事件の処罰のあり方については、その時代における様々な社会的諸条件のもとに定められてきた。
尊属殺を法律上特に重く罰することは、ローマ法のパリキディウム (parricidium) 以来、多くの国家で認められていた。古代ギリシャや古代ユダヤの法には、尊属殺の未遂に対する重罰規定が設けられていたが、既遂に関する規定はなく、このような蛮行がありうることを認めるのを嫌ったためとされている。尊属殺と卑属殺を区別せず近親殺という構成要件で重く処罰する立法例もみられる。
ただ、尊属殺重罰規定については法の下の平等の観点で議論があり、具体的事案に即した場合にも、親子間の葛藤の中で生じた殺人事件には、他人間の場合とは比較にならない「特別の情状」が存在することも多いとされている。このように情状において同情すべき場合に、一律に加重類型として取り扱うより、通常の殺人罪の規定のもとで具体的事案に即して、刑の軽重を判断するほうが妥当であると考えられるようになった。各国においても尊属殺人罪を規定する刑法は、大韓民国（刑法250条）や中華民国（刑法272条）、フランス（刑法299条）など、わずかな例をみるだけである。韓国では尊属殺の刑が重すぎるという論議の結果、1995年の刑法改正で「死刑または無期懲役」から、「死刑または無期懲役または7年以上の懲役」に軽減されたものの尊属殺の規定自体は残っている。

### 中国法
中国の律令制度でも、重罰規定が設けられていた。唐の律令における尊属殺人は、皇帝に対する反逆罪と同様とされた（十虐）。
中華民国刑法でも、重罰規定が設けられている。1928年刑法により、通常の殺人罪では死刑、無期または10年以上の懲役とされていたのに対し、直系尊属殺人罪は死刑のみ、傍系尊属殺人罪は無期懲役と死刑のみ、とそれぞれされていた。
1934年、中華民国刑法は全改され、傍系尊属殺人罪が削除され、直系尊属殺人罪の刑は無期懲役と死刑に改められた。2019年の一部改正により、直系尊属殺人罪の刑は「通常の殺人罪の刑の二分の一を加重する」に改められた。2023年現在でも、その重罰規定が設けられている。
中華人民共和国刑法では、1979年刑法が成立して以来、2023年現在でも、重罰規定が設けられていない。

### 大陸法
ローマ法では近親殺は、パリキディウム (parricidium) として処罰されていた。このローマ法の思想はフランス法へと受け継がれて尊属殺の意味に転化した。

### 英米法
大陸法にみられる尊属殺重罰規定は、英米法には見られない。

## 日本における尊属殺

### 尊属加重規定の沿革
かつて日本では、1880年（明治13年）発布の刑法で、子孫による祖父母・父母に対する殺人には死刑を科した（第362条）。
1908年制定の明治刑法により、自己または配偶者の直系尊属を殺した者について、通常の殺人罪（刑法第199条）とは別に尊属殺人罪（刑法第200条）を設けていた。通常の殺人罪では3年以上 - 無期の懲役、または死刑とされているのに対し、尊属殺人罪は無期懲役または死刑のみと、刑罰の下限が高く、より重いものになっていた。
日本の尊属殺重罰規定については、フランス刑法に由来するという説と、中国の律令からの伝統にならって儒教的道徳観に基づいて制定されたとする説とがある。
なお刑法では尊属殺人罪のほかに尊属傷害致死罪（刑法第205条2項）・尊属遺棄罪（刑法第218条2項）・尊属逮捕監禁罪（刑法第220条2項）という特別の条文を置いて通常の殺人罪・傷害致死罪（刑法第205条）・遺棄罪（刑法第218条）・逮捕監禁罪（刑法第220条）よりも刑を加重していた（尊属加重規定）。
1963年（昭和38年）に、法制審議会刑事法特別部会が決定した「改正刑法草案」では、一般殺人罪の規定のみが置かれ、尊属加重規定は定められなかった。
この明治刑法は、大日本帝国憲法から日本国憲法に変わった後も効力を保っていたが、1973年（昭和48年）4月4日に、最高裁判所で石田和外（大法廷裁判長）により、こうした過度の加重規定は、日本国憲法下では違憲であると違憲判決の確定判決が下され、それ以降は適用されなくなり、1995年（平成7年）の改正刑法で正式に削除された。

### 尊属加重規定の削除
尊属殺重罰規定違憲判決が下された1968年の栃木実父殺し事件は、実父からの長年の性的虐待に堪えかねて殺害に及んだ事案であり、被告人に特に酌量すべき事情があったが、尊属殺人罪を規定した刑法第200条を適用するならば、最大に減刑（刑法第39条2項の心神耗弱を理由とする必要的減軽により68条第2号を適用した後、67条によりこれに加えて66条に従い情状を考慮して任意的減軽により68条第3号を適用）しても懲役3年6月となり、執行猶予を付すことができない（刑法第25条）。
この点を問題として、最高裁判所は尊属殺の重罰規定を違憲判決としたのである。この判決の多数意見（15人中8人）は、尊属殺人罪の規定を置くことは合憲であるが、執行猶予が付けられないほどの重罰規定は、法の下の平等（日本国憲法第14条1項）に違反すると判断した。少数意見（6人）は、尊属加重罪そのものを違憲とした。
最高裁判決の主旨に従うならば、尊属殺人罪の条文を丸ごと削除しなくても法定刑の下限を下げれば憲法違反の状態は解消するともいえる。しかし、最高裁判決後の日本国政府の判断は、多数意見と少数意見の対立を考慮し、尊属殺人罪の条文を削除または改正するよりも、法定刑の範囲が尊属殺人罪に比べて格段に広い通常の殺人罪の中で裁量的に判断する道を取り、以後は尊属殺を犯した被疑者に対しても、通常の殺人罪を適用して裁くことにした。尊属殺人罪の条文は、以後22年間にわたって適用されることの無いまま、刑法の条文に死文化して残った。
この間、尊属殺人罪と同様に尊属加重を定めた尊属傷害致死罪などに対しても違憲を訴える裁判が起こされたが、最高裁は「違憲とするほどの重罰規定ではない」として合憲判決を出している。
しかし、村山富市政権下の1995年（平成7年）に国会で刑法が改正され（平成7年法律第91号）、条文が文語体から口語体に変更されると同時に、尊属殺人罪だけではなく尊属傷害致死罪・尊属遺棄罪・尊属逮捕監禁罪も含めた、すべての尊属加重規定が削除された。

## 主な尊属殺人事件
特に説明のないものは日本の事件である。
- カッサパ1世（5世紀後半、スリランカ）[20]
- 安慶緒（757年、中国）[21]
- 公暁（1200年）[22]
- ヨーハン・パリツィーダ（1308年、ハプスブルク家）
- ベアトリーチェ・チェンチ（1598年、イタリア）
- リジー・ボーデン（1892年、アメリカ合衆国）
- 一家四人死刑事件（1914年）
- 山本老事件（1928年）
- 津山三十人殺し（1938年）
- 広島の母妹殺し事件（1946年）
- 志和堀村両親殺害事件（1948年）
- 青森県新和村一家7人殺害事件（1959年）
- 岩槻一家7人殺害事件（1959年）
- 泊母子殺人事件（1962年）
- チャールズ・ホイットマン（1966年、アメリカ合衆国）
- 栃木実父殺し事件（1968年）
- エドマンド・ケンパー（1973年、アメリカ合衆国）
- 市原両親殺害事件（1974年）
- 神奈川金属バット両親殺害事件（1980年）
- 斎藤勇東大名誉教授惨殺事件（1982年）
- ハンガーフォード銃乱射事件（英語版） (1987年)
- 目黒区中学生家族3人殺害事件（1988年）[23]
- メネンデス兄弟事件（英語版）（1989年）
- 山村新治郎 (11代目)殺人事件（1992年）
- 森安秀光九段刺殺事件（1993年）
- 岡山金属バット母親殺害事件（2000年）
- 山口母親殺害事件（2000年）[24]
- ネパール王族殺害事件（2001年、ネパール）
- 北九州監禁殺人事件（2002年）[25]
- 河内長野市家族殺傷事件（2003年）
- 井上治典殺人事件（2005年）
- 河井智康殺人事件（2006年）
- 会津若松母親殺害事件（2007年）
- 京田辺警察官殺害事件 (2007年)
- サンディフック小学校銃乱射事件（2012年、アメリカ合衆国）
- 南幌町家族殺害事件（2014年）
- 神戸市北区5人殺傷事件（2017年）
- 滋賀医科大学生母親殺害事件（2018年）

かつては東北地方に親殺しが多かった。例えば昭和30年代の5年間（1959-1964年）の東北三県（青森、岩手、秋田）の普通殺人と尊属殺人の発生比は全国平均の2倍以上であった。岩手県警によると、貧しさと家長・姑の強すぎる権力による家庭内の緊張と葛藤の末の悲劇とみられるが、過疎化とともに減少した。尊属殺人は殺し方が残虐になるという過去の犯罪例から、殺人事件の捜査において親族が取り調べを受けた事件もあった。